# Mutajärvet
Mutajärvet är sjöar i Finland. De ligger i kommunen Kittilä i landskapet Lappland, i den norra delen av landet, 800 km norr om huvudstaden Helsingfors. Mutajärvet ligger 200,2 meter över havet. Arean är 14,7 hektar och strandlinjen är 1,52 kilometer lång. Sjön  ingår i Torne älvs huvudavrinningsområde. 